# Onthophagus incertus
Onthophagus incertus là một loài bọ cánh cứng trong họ Bọ hung (Scarabaeidae).